# 白野江植物公園

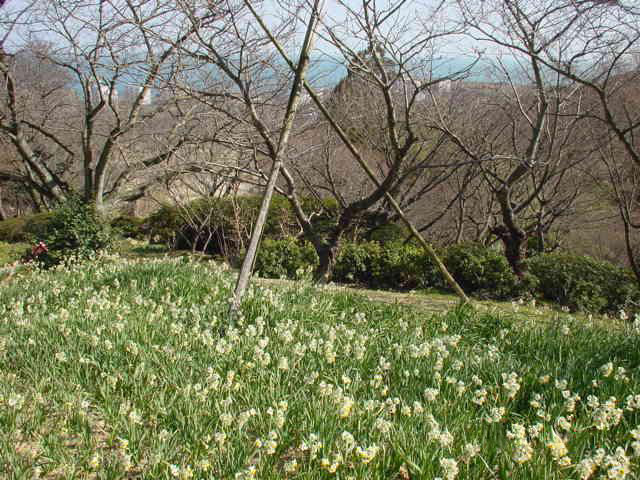
白野江植物公園の山頂より周防灘を望む

白野江植物公園（しらのえしょくぶつこうえん）は、福岡県北九州市門司区白野江にある北九州市立の公園である。造園業者の内山緑地建設が指定管理者となって管理している。

## 概要
門司区北東部、周防灘沿いの白野江地区の丘に立地する植物園である。
1933年（昭和8年）から開墾が進められ、民間の花木園「四季の丘」として一般公開されていたが、1993年（平成5年）に北九州市が施設を買い取り、新たに整備を行なって1996年（平成8年）4月に「北九州市立白野江植物公園」として開園した。入園料は一般300円、小中学生150円である。
桜の名所にもなっており、園内には60種800本の桜がある。なかでも樹齢400年の「白野江のサトザクラ」は福岡県の天然記念物に指定されている。

## 所在地
- 福岡県北九州市門司区白野江二丁目

## 公園内の施設
- 入口広場
- 無料休憩室・管理事務所 - 1930年代に材木商の邸宅として建てられた。
- 芝生広場
- ボタン園
- ツツジ園
- 桜広場
- 湿生園
- 水生園
- 水仙の丘
- 木漏れ日の路
- 木漏れ日広場
- 落葉の森
- 花畑
- 休憩室
- 展望広場
- 第2展望広場
- 見晴らし台
- 山頂広場

## 交通
- JR九州鹿児島本線門司港駅より西鉄バス41番系統「白野江」行きに乗車し「白野江2丁目」バス停下車、徒歩4分(320m)
- 九州自動車道門司インターチェンジより2.8㎞、北九州高速4号線春日出入口より3.8km